# Liste d'applications Atari ST

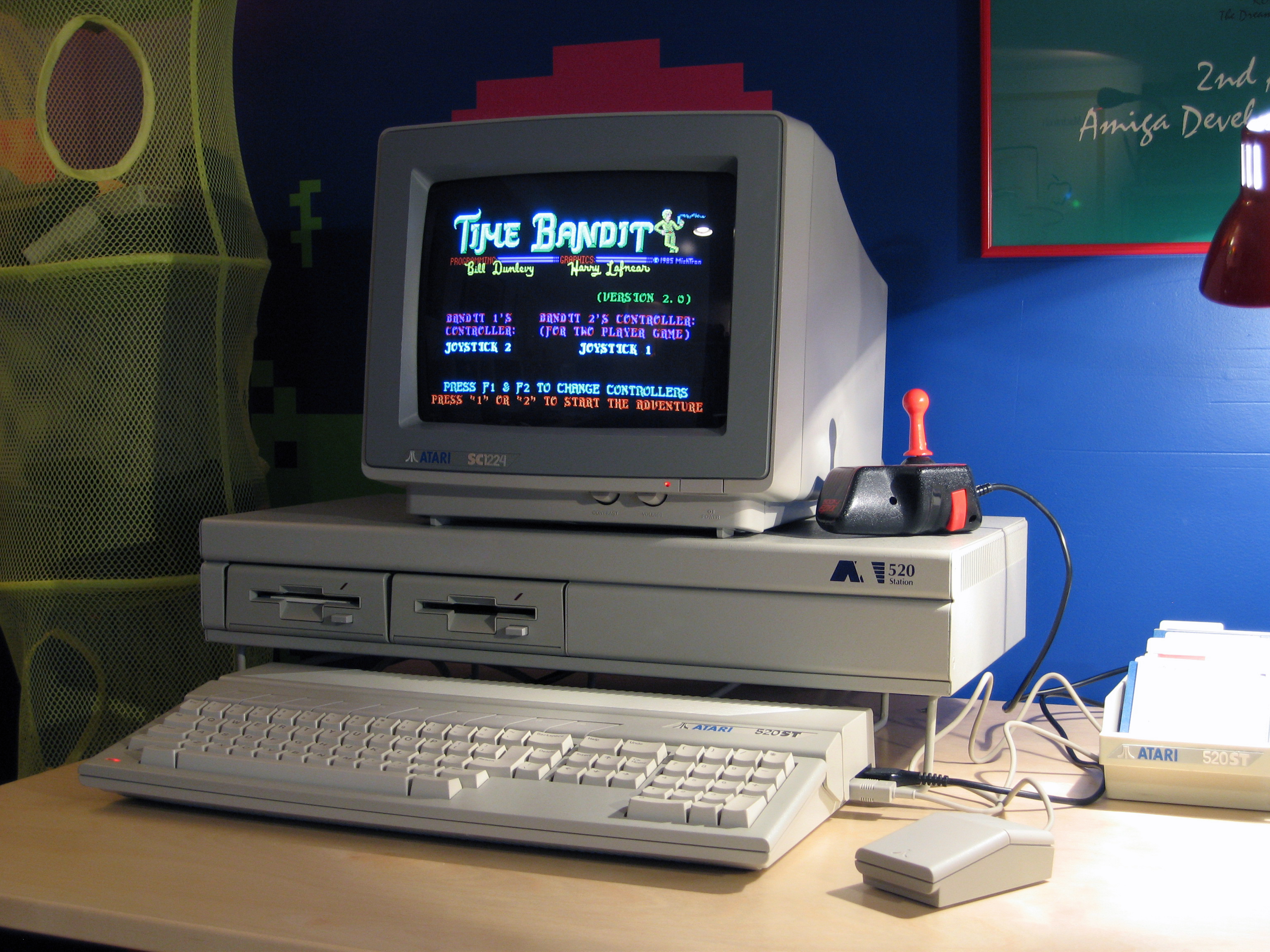
Un Atari 520ST

Cet article présente une liste non exhaustive d'applications pour Atari ST, classées par catégories.

## Graphisme
- NEOchrome (en)
- DEGAS (software) (en) et Degas Elite
- Spectrum 512
- D2M
- Papillon
- Vision
- Chagall
- Fudd-Ed
- Painter
- Studio photo
- Quantum
- Cyber Paint
- Outline Art
- Deluxe Paint

## Bureautique
- 1st Word (en)
- Atari works (Intégré TdT + Tableur + BDD)
- Papyrus Office (TdT - Tableur - Base de données relationnelle simple)
- Le rédacteur (TdT)
- Becker calc (Tableur édité par Data Becker)
- Easy Text Professional
- 4e dimension (BDD)
- XXL (tableur à 6 dimensions!)
- Texel (tableur)
- Textomat (TdT édité par Data Becker)
- Calcomat (Tableur édité par Data Becker)
- Datamat (BDD édité par Data Becker)
- Freeway (BDD)
- First Word (TdT)
- Script (TdT)
- Signum (TdT)
- WordPerfect (TdT)
- LDW Power (Tableur)
- 3D Calc (Tableur)

## Éditeur de texte
- 7UP
- Edito
- Everest
- Qed
- ProText
- Tempus Word (TdT doté de fonctions inédites)

etc. (au moins une vingtaine d'éditeurs de texte existent)

## Visualiseurs
- GemView (visualiseur d'images)
- Master Browser (texte)
- Diapo (Visualiseur d'images modulaire, équivalent du vieweur sous Windows)

## Arts graphiques
- Calamus SL (PAO)
- Avant vector (dessin vectoriel)
- DA's vektor (dessin vectoriel)
- Kandinsky (dessin vectoriel)
- Outline art (retouche)
- Photoline (retouche)
- ZZ Rough (croquis)

## Musique
- Audio Sculpture
- Aura
- Studio 24
- Pro 24
- Cubase
- Protracker
- Crazy Music Machine
- Creator SL
- Concerto
- Simon ST
- Stereo Master
- Notator SL
- EasySequenzer ST
- Noisetracker
- TCB Tracker
- MaxYMiser
- Musicmon 2.5
- Music Maker
- Triplex
- Amadeus
- Big Boss
- MIDIA
- Quartet

## Programmation
- Assemble (édité par Brainstorm[1])

- Basic 1000D : de Jean-Jacques Labarthe. Calcul formel. Plus de 1000 décimales(1230).
- Devpac (édité par HiSoft Systems (en))
- GFA BASIC
- HiSoft C (édité par HiSoft Systems (en))
- HiSoft BASIC
- Mark Williams C (édité par Mark Williams Company (en))
- Omikron BASIC
- STOS BASIC
- Turbo C / Pure C
- Pure Pascal
- Personal Pascal

## Internet
- Ant Mail (Mail)
- AtarIRC (Client IRC)
- CAB (Web, FTP)
- Expresso (Editeur HTML)
- Joe (éditeur HTML)
- Pack Draconis (Web, Email, FTP - attention: le module web est buggué)
- Highwire (Web)
- Newsie (News, FTP, ATTENTION : ce soft est fortement déconseillé, il est dangereux pour la FAT de votre disque dur!)
- OASIS (News, FTP)
- Okami (News)
- GemTidy (vérificateur HTML)
- WenSuite (Web, Mail, News)

## Image de synthèse
- POV-Ray
- EB Model (Modeler pour POV)
- Cloe
- Cyber studio
- NeON 3D
- RayStart
- Inshape
- GfA Raytrace

## CAO
- ZZ-2D / Campus CAD (dessin technique)
- ZZ-Volume / Campus CAD (dessin technique 3D)
- CAD 3D
- Platon (circuit imprimé)
- ST CAD
- Master CAD

## Application spécifiques
- Toki (dessin animé)
- Fun face (jeu de création de portrait-robot)
- DCK (Demo construction kit)
- PC Speed (émulateur de PC sous MS-DOS)
- Spectre GCR (émulateur de Macintosh Plus)[2]

## Système
- Semprini (défragmenteur)
- Outside (mémoire virtuelle)

## Télécommunication
- Star Call (émulateur de terminal)
- Star Fax (télécopie)
- Tos Fax (télécopie)
- Stut One (serveur minitel)
- Flash